# Хилас
Хилас (на старогръцки: Ὕλας) в древногръцката митология е син на Тейдамант, любимец и оръженосец на Херакъл. По време на похода на аргонавтите бил отвлечен на мизийското крайбрежие във Витиния от нимфите, когато при един престой се отдалечил да черпи вода от извор. Херакъл дълго напразно го търсел.